# Paràbola de la llàntia sota el gerro

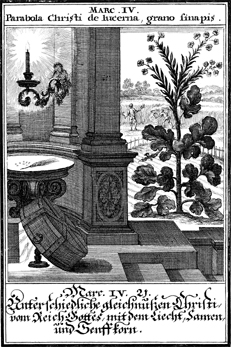
Il·lustració de la paràbola

La paràbola de la llàntia sota el gerro és una de les paràboles de Jesús, que apareix al Nou Testament, concretament a l'Evangeli segons Mateu, l'Evangeli segons Marc i l'Evangeli segons Lluc. Una versió breu de la paràbola també apareix a l'Evangeli de Tomàs, no canònic.

## Narració
| «                                               | Quan algú encén una llàntia, no la tapa amb un gerro o la posa sota el llit, sinó que la col·loca en el portallànties perquè els qui entren en vegin la claror. No hi ha res d'amagat que no s'hagi de descobrir, ni res de secret que no s'hagi de saber i no s'hagi de conèixer. Mireu, doncs, com escolteu. Perquè al qui té, li donaran encara més; però al qui no té, li prendran fins allò que es pensa que li queda. | » |
| — Lluc (evangelista), Evangeli de Lluc, 8,16-18 | |   |

## Interpretació
En Mateu aquesta paràbola és una continuació del discurs sobre la sal i la llum. La idea clau és que la llum no ha d'estar amagada. La llum s'ha interpretat com una referència a Jesús, al seu missatge, o a la resposta del creient a aquest missatge.